# Iselma deserticola
Iselma deserticola is een keversoort uit de familie van oliekevers (Meloidae). De wetenschappelijke naam van de soort is voor het eerst geldig gepubliceerd in 2001 door Bologna in Bologna, Fattorini & Pinto.